# Beate Abraham

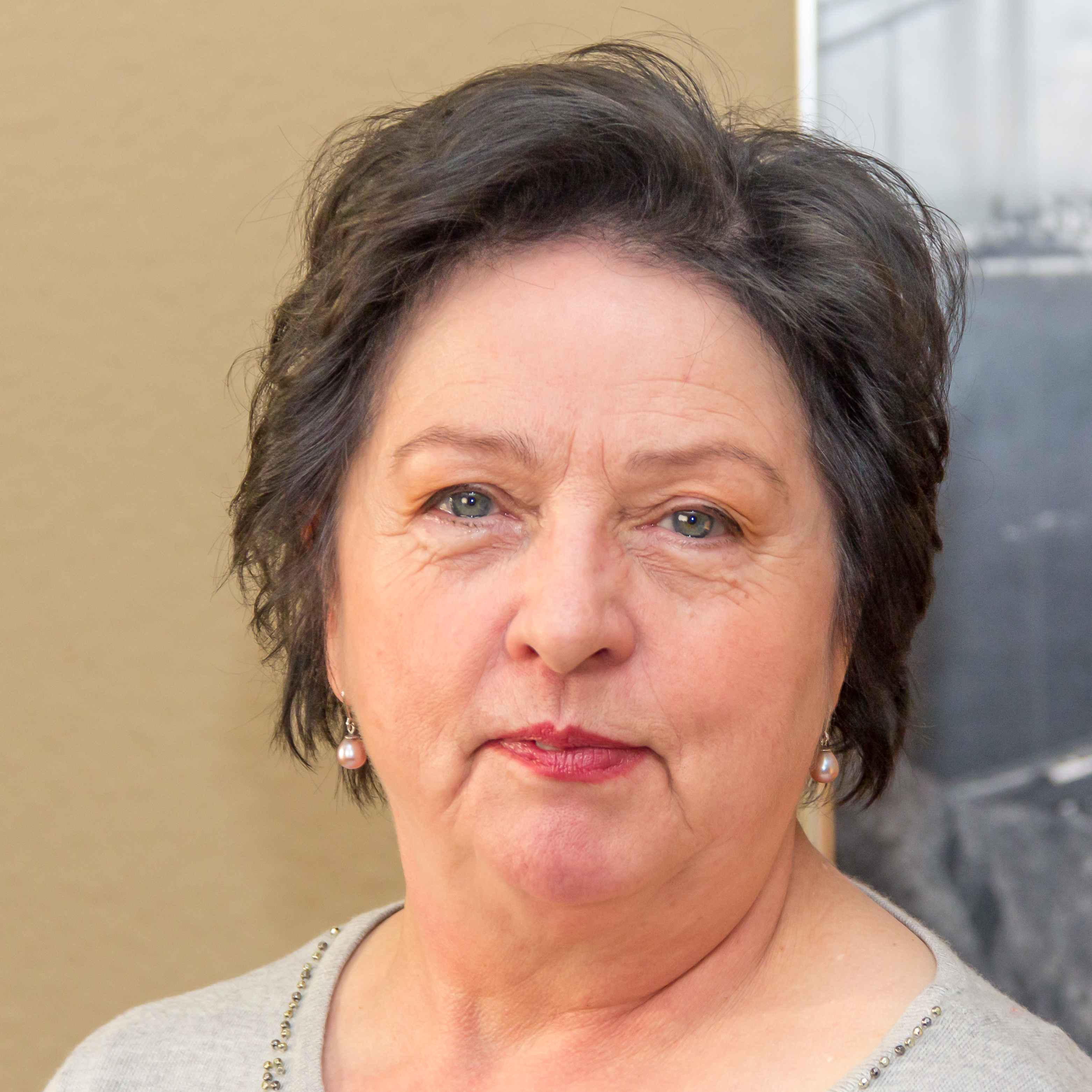
Beate Abraham in der Rolle der „Oma Helga“ bei Dreharbeiten zur Fernsehserie „Die LottoKönige“, 2014

Beate Abraham (* 1945) ist eine deutsche Schauspielerin. 1976 war sie erstmals in einem Film zu sehen und hatte danach zahlreiche Rollen in Filmen, Fernsehspielen und TV-Serien. In Stratmanns (WDR Fernsehen) war sie von 2001 bis 2016 als Mutter Schagalla zu sehen.

## Leben
Abraham wurde in Ostpreußen geboren, wuchs zunächst in Mecklenburg auf und besuchte ein Aufbaugymnasium in Recklinghausen. Ihre  Schauspielausbildung erhielt sie an der Schauspielschule Hamburg. Nach verschiedenen beruflichen Stationen, darunter in Cuxhaven, Schleswig und am Ohnsorg-Theater in Hamburg, hatte sie ein Engagement am Theater Dortmund. Sie trat unter anderem  bei den Ruhrfestspielen auf. Sie lebt seit 1972 in Dortmund und hat zwei Töchter.

## Filmografie (Auswahl)
- 1981: Flächenbrand
- 1985: Geschichten aus der Heimat (Fernsehserie) Episode: Der Müll ist weg – Es lebe der Müll!
- 1986: Der Drücker
- 1988: Friedrich und Friederike (Fernsehserie, neun Folgen)
- 1995: Und tschüss! (Fernsehserie, zwei Folgen)
- 1992: Schuld war nur der Bossa Nova
- 1999: Wilsberg: Wilsberg und die Tote im See
- 2000: Der Schnapper: Ein Toter kehrt zurück
- 2002: Die Mutter
- 2003: Anatomie 2
- 2003: liegen lernen
- 2003: Suche impotenten Mann fürs Leben
- 2003: Was nicht passt, wird passend gemacht (Fernsehserie, sechs Folgen)
- 2004: Drechslers zweite Chance
- 2004: Jazzclub – Der frühe Vogel fängt den Wurm
- 2005: Brautpaar auf Probe
- 2005: Richtung Leben
- 2005: Schneeland
- 2006: Das unreine Mal
- 2007: Die Flucht
- 2010: Bei manchen Männern hilft nur Voodoo
- 2012: Ein vorbildliches Ehepaar
- 2012–2013: Die LottoKönige (Fernsehserie, 18 Folgen)
- 2013: Der letzte Bulle (Fernsehserie, 1 Folge)
- 2015: Heldt  (Fernsehserie, 1 Folge)
- 2015: Der Lehrer (Fernsehserie, 1 Folge)
- 2023: Tatort: Du bleibst hier (Fernsehreihe)

## Hörspiele
- 1999: Ken Follett: Die Säulen der Erde – Regie: Leonhard Koppelmann (Hörspiel (9 Teile) – WDR)